# Jurko Tiutiunnyk
Jurko Tiutiunnyk (ukr. Юрко́ Тютю́нник, ur. 8 kwietnia?/20 kwietnia 1891 w Budyszczach koło Czerkas, zm. 20 października 1930 w Moskwie) – ukraiński wojskowy w randze generała-chorążego armii Ukraińskiej Republiki Ludowej, partyzant, dowodzący dwoma tzw. zimowymi pochodami Armii Czynnej URL (rok 1919/1920 i 1921).

## Życiorys

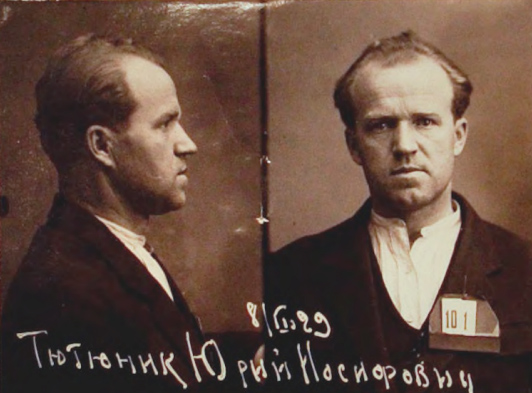
Jurko Tiutiunnyk – ostatnie zdjęcie z archiwum OGPU, 1929

Zwabiony przez OGPU (INO) na teren USRR (w ramach operacji specjalnej OGPU równoległej do Operacji Syndykat–2 por. Boris Sawinkow) w 1923 roku, aresztowany przy przekraczaniu granicy sowieckiej na Dniestrze 16 czerwca 1923, podpisał deklarację lojalności wobec ZSRR, nie wydając nikogo ze współpracowników.
Był w latach dwudziestych XX wieku współscenarzystą filmów Ołeksandra Dowżenki, aktorem i wykładowcą taktyki walk partyzanckich na Akademii Czerwonych Dowódców. Jako aktor zagrał samego siebie w filmie PKP Piłsudski kupił Petlurę (1926), przedstawiającym Petlurę jako sprzedawczyka. Opublikował także w 1924 r. utwór pt. Z Polakami przeciw Ukrainie (З поляками проти Вкраїни). Aresztowany ponownie przez OGPU 12 lutego 1929 w Charkowie. 3 grudnia 1929 skazany na śmierć przez Kolegium OGPU, wykonanie wyroku zawieszono do odrębnej decyzji. Stracony w Moskwie 20 października 1930.

## Publikacje
- Jurko Tiutiunnyk, Rewolucijna stychija. Zymowyj pochid 1919-1920 rr., Wydawnictwo Universum[3], Lviv 2004, ISBN 966-666-095-4 (j.ukr)